# جمعية جبال الألب في سلوفينيا
جمعية  جبال الألب في سلوفينيا  هي جمعية لنوادي جبال الألب التطوعية  التي توفر الظروف اللازمة لتطوير وممارسة رياضة تسلق الجبال والمشي على التلال في سلوفينيا وفي الخارج. وهي من بين المنظمات غير الحكومية السلوفينية
ذات أعلى عدد من الأعضاء ولديها أكبر عدد من الأعضاء في جميع المنظمات الرياضية في سلوفينيا.
في أكتوبر 2015، ضمت الجمعية 287 فرعا (نوادي تسلق الجبال، والمشي على التلال، ومحطات الإنقاذ الجبلية، وما إلى ذلك)، والتي تضم مجتمعة 53975 عضوا (في عام 2014) من جميع الأعمار. حافظت على
مسارات جبلية لعام 2008 بطول إجمالي يزيد عن 10000 كم (6200 ميل) (منها 80 مسارا لمسافات طويلة) و 179 مأوى جبلي وملاجئ  إقامة مؤقتة مع ج. 7400 سرير. تم تأسيسه في يونيو 1948 في ليوبليانا وهو خليفة نادي
الألب السلوفيني الذي أنشئ في ليوبليانا في 27 فبراير 1893.
تؤدي جمعية جبال الألب في سلوفينيا مهامها تحت قيادة رئيسها وثلاثة نواب للرئيس، وخدمة خبراء، والعديد من اللجان: اللجنة الاقتصادية ، ولجنة التسلق ، ولجنة الرياضات الجبلية ، ولجان البعثات إلى الجبال الأجنبية، والمسارات
الجبلية، والتسلق الرياضي، وركوب الدراجات الجبلية، والحفاظ على نظم بيئة جبلية، ولجنة المرشدين، ولجنة الشباب والعديد من المجالس والقوى العاملة الأخرى.
تنشر دار نشر جبال الألب، التي تعمل تحت رعاية الجمعية، خرائط وكتاب الدليل  للمشي لمسافات طويلة في الجبال، والأدب الاحترافي والجميل ومنذ عام 1895، تنشر مجلة تسلق الجبال الشهرية  بلانينسكي فيستنيك (جريدة جبال
الألب) (Planinski Vestnik (Alpine Gazette.